# Tempio Pausania
Tempio Pausania (galurski: Tèmpiu) je grad i općina (comune) u pokrajini Sassariju u regiji Sardiniji, Italija. Nalazi se na nadmorskoj visini od 566 metara i ima 14 159 stanovnika.
 Prostire se na 210,82 km². Gustoća naseljenosti je 67 st/km².
Susjedne općine su: Aggius, Aglientu, Arzachena, Berchidda, Bortigiadas, Calangianus, Erula, Luogosanto, Luras, Oschiri, Palau, Perfugas, Santa Teresa Gallura i Tula.